# Vacone
Vacone es una localidad italiana de la provincia de Rieti, región de Lacio, con 267 habitantes. y situada a unos 60 km al norte de Roma.

## Evolución demográfica
| Gráfica de evolución demográfica de Vacone entre 1861 y 2001 |
|                                                              |
| Fuente ISTAT - Elaboración gráfica por parte de Wikipedia    |